# Josephine Meckseper

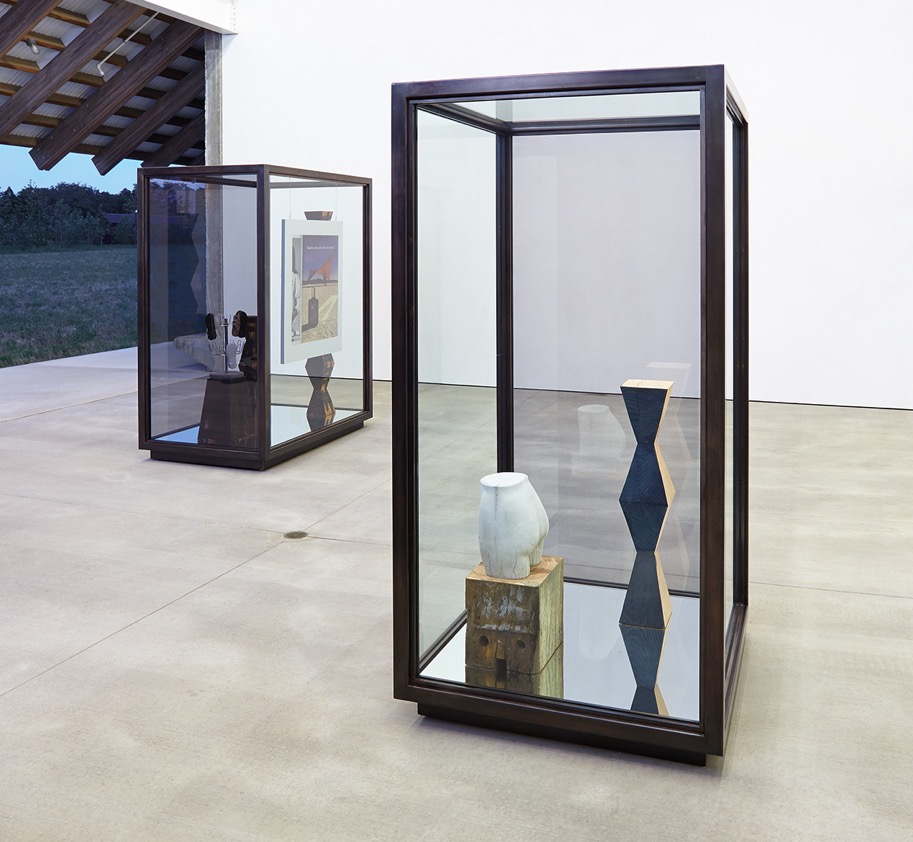
Installation von Josephine Meckseper im Parrish Art Museum (New York), 2013.

Josephine Meckseper (* 1964 in Lilienthal, Kreis Osterholz-Scharmbeck, Niedersachsen) ist eine deutsche bildende Künstlerin, die in New York lebt und arbeitet.

## Leben und Werk
Josephine Meckseper ist die Tochter des Grafikers und Malers Friedrich Meckseper und wuchs im Künstlerdorf Worpswede auf. Sie studierte von 1986 bis 1990 an der  Universität der Künste Berlin. Am Institute of the Arts in Valencia (Kalifornien) schloss sie 1992 mit dem Master of Fine Arts (MFA) ab.
Meckseper arbeitet mit einer Vielzahl von Medien und in verschiedenen bildnerischen Techniken: Sie baut große Installationen, errichtet Schaufenster, fertigt Skulpturen, Gemälde, Fotografien und Filme.
Zu ihren Fragestellungen  als Konzeptkünstlerin gehören Machtpolitik und die politischen Ideen als Ware. 2007 äußerte sie sich im Spiegel zu der Stellung von Frauen in der Kunstszene.

## Ausstellungen (Auswahl)
- Oldenburger Kunstverein
- Kunsthalle Nürnberg
- Royal Academy of Arts, London
- 2003: Gemeinschaftsausstellung Nation, Frankfurter Kunstverein, Frankfurt am Main
- 2005: Biennale d’art contemporain de Lyon, Lyon
- 2006: Whitney Biennial, New York City
- 2006: Moskau Biennale, Moskau
- 2007: Josephine Meckseper, Kunstmuseum Stuttgart, Stuttgart
- 2008: Gesellschaft für Aktuelle Kunst, Bremen
- 2008: Steirischer Herbst, Graz
- 2008: New Photography: Josephine Meckseper and Mikhael Subotzky, Museum of Modern Art (MOMA), New York City, USA
- 2009: Josephine Meckseper, Migros Museum für Gegenwartskunst, Zürich und anschließend in der Blaffer Gallery, The Art Museum of the University of Houston, Houston, Texas, USA. Katalog.
- 2009/2010: Dance in My Experience, Kunstverein für die Rheinlande und Westfalen, Düsseldorf
- 2012: Worpsweder Kunsthalle